# Rocco Siffredi
Rocco Siffredi, rođen kao Rocco Antonio Tano (4. svibnja 1964. u Ortoni, Abruzzo) je umjetničko ime talijanskog pornografskog glumca, redatelja i producenta pornografskih filmova poznatog po scenama grubog seksa. Zaključno sa svibnjem 2010. godine glumio je u preko 400 pornografskih filmova.
Rocco je preuzeo ime od lika "Rocha Siffredija" kojeg je u filmu Borsalino iz 1970. godine utjelovio poznati francuski glumac Alain Delon. Također je poznat i pod nadimkom "talijanski pastuh".

## Porno karijera
Siffredi je 1984. godine u francuskom seks klubu upoznao porno glumca Gabriela Pontella. On ga je upoznao s producentom Marcom Dorcelom i redateljem Michelom Ricaudom koji su ga uzeli za njegovu prvu pornografsku ulogu u filmu Belle d'Amour iz 1989. godine. Nakon uloge, Siffredi se udaljio od porno industrije i započeo raditi kao maneken, ali se pornografiji vratio nakon dvije godine uz pomoć porno glumice Terese Orlowski. Siffredi je glumio u filmovima snimanim na različitim lokacijama koje uključuju Budimpeštu (gdje će kasnije osnovati sjedište svoje vlastite producentske kompanije, Rocco Siffredi Produzioni), Pragu, Parizu, Londonu, Madridu, Barcelona, Ibiza, Italija, Montréalu, Rusiju, Los Angeles, Brazil i različite zemlje Istočne Europe. U svijetu pornografije postao je poznat po svom psihološkom intenzitetu i dobroj tjelesnoj građi kao i sklonosti grubom seksu, analnom seksu i analingusu što će mu sve pomoći u stvaranju kulta koji će ga pratiti kroz čitavu karijeru.
Siffredijevi filmovi vrlo su različiti po svojim sadržajima i tonalitetu. Nastupao je u romantičnim avanturama i komedijama, ali njegov rad u posljednje vrijeme s produkcijskom kućom Evil Angel Video Johna Staglianija uključuje scene grubog seksa u kojima Siffredi doslovno pljuje na žene, šamara ih, natjerava na oralni seks i uriniranje (potonje je cenzurirano u verzijama za američko tržište), gutanje, povlačenje za kosu i davljenje. "Želim vidjeti emocije... Strah... Uzbuđenje... Raširene oči od pravih iznenađenja," izjavit će Siffredi. 2001. godine u intervjuu kojeg je obavio Martin Amis, John Stagliano je izjavio da "Rocco ima puno veću moć u porno industriji nego bilo koja glumica. Bio sam prvi koji je snimao Rocca. Zajedno smo evoluirali prema grubljim stvarima na filmu. On sam započeo je s pljuvanjem po djevojkama, snažnom muškom dominacijom u scenama u kojima bi djevojke tjerao do krajnjih granica." U vrlo rijetkim scenama, Siffredi je taj koji je submisivan. Tu svakako treba izdvojiti filmove kao što su Rocco Piu Che Mai a Londra 2, Animal Trainer 11 i Il Marchese de Sade. 
U lipnju 2004. godine Siffredi je izjavio da se namjerava povući iz porno industrije kao glumac kako bi zaštitio vlastitu djecu, ali da i dalje namjerava nastaviti režirati i producirati. "Moja djeca rastu i više im ne mogu samo reći da tata ide zaraditi lovu za obitelj", rekao je. Axel Braun komentirao je njegovu odluku: "Problem je u tome što on već godinama pokušava pronaći pravog nasljednika, ali to nije nimalo lak zadatak. U jednom trenutku mislio je da ga je pronašao u glumcu Nacho Vidalu, ali Nacho je krenuo svojim putem." Iako je nastavio režirati, Siffredi se kao glumac povukao na skoro 5 godina. Međutim, seksualna frustracija, redateljsko razočaranje muškim glumcima i općenito stanje u porno industriji naveli su ga da se vrati kao glumac u porno filmovima 2009. godine.

## Ostali mediji
Siffredi je jedan od rijetkih pornografskih glumaca koji je imao uspjeha i u drugim segmentima industrije, kao i u "mainstreamu". Kao jedan od najvećih primjera svakako se mora izdvojiti i činjenica da, iako primarno nastupa u heteroseksualnoj pornografiji, privlači mnogu publiku homoseksualne orijentacije. U prosincu 1990. godine Siffredi je izabran za naslovnicu časopisa Playgirl. 
1999. godine nastupio je u kontroverznom filmu redateljice Catherine Breillat pod nazivom Romance. Njegova uloga u ovom filmu dovela ga je do uloge koja je bila specijalno napisana za njega u drugom filmu iste redateljice iz 2003. godine, Anatomie de L'enfer u kojem glumi homoseksualca koji započne seksualnu vezu sa ženom. Oba filma sadrže nesimulirane scene seksa, iako su scene s glumicom Caroline Ducey u filmu Romance još uvijek predmet mnogih rasprava (ona tvrdi da scene jesu simulirane, a on tvrdi da nisu). 
Siffredi se također pojavljuje i u ulogama koje nisu pornografske prirode na talijanskoj televiziji kao što su televizijska reklama za Amica čips (koja je izazvala kontroverze i u jednom trenutku bila skinuta s programa emitiranja). Također sa svojom ženom Rosom Caracciolo (porno glumicom koju je upoznao u biznisu) nastupio je u televizijskoj reklami za SMS uslugu "48248", a bio je i nesvjestan sudionik u emisiji Scherzi a Parte (program sličan emisiji Punk'd na MTV-ju).

## Privatni život
Siffredi je oženjen porno glumicom Rosom Caracciolo koju je upoznao 1993. godine u Cannesu; zajedno imaju dva sina - Lorenza i Leonarda. Nakon njegove odluke da se ipak vrati glumačkoj karijeri porno glumca 2009. godine, izjavio je: "Razgovarao sam sa ženom i ona je rekla da je to moj vlastiti problem, a ne njezin ili naših sinova. Također je i rekla da sam odlučujem o tome kad ću prestati i ako se želim vratiti, neka se vratim."

## Nagrade
Siffredi je osvojio blizu 40 prestižnih AVN nagrada od svoje prve još iz 1991. godine za najbolju scenu grupnog seksa u filmu Buttman's Ultimate Workout. Među nagradama se nalaze:
- Najbolji redatelj - strano izdanje (film Who Fucked Rocco?)
- Najbolja video serija (filmovi Rocco: Animal Trainer)
- Najbolji redatelj - video (film Ass Collector)
- Najbolji glumac godine (1993., 1996. i 2003.)
- Najbolja scena analnog seksa (film The Fashionistas)
- Najbolji pro-amaterski film (Rocco's Initiations 9)
- Najbolji strani film (Rocco: Animal Trainer 3)

Upisan je u AVN kuću slavnih (Hall of Fame).
Nedavno je izabran na deseto mjesto najboljih 50 porno glumaca svih vremena prema izboru AVN-a. Osvojio je brojne druge nagrade, uključujući i prestižnu Hot D'Or Platinum nagradu kao i upis u XRCO kuću slavnih (Hall of Fame).